# Los jubilados
Los jubilados es el sexto disco (y noveno lanzamiento) del grupo español La Polla Records.

## Contenido
Este disco resulta ser el más particular de todos, y no puede ser comparado con ningún otro de los discos de la banda. Como primer punto interesante, se debe saber que la idea original era que los integrantes del grupo hiciesen un grupo paralelo llamado "Los Jubilados", y sacasen un disco muy desviado de la corriente musical que impartía La Polla Récords. Por cuestiones legales, la banda paralela no se pudo hacer, y el grupo terminó sacando el disco como parte de su discografía.
Como otra parte importante, en este disco cantan casi todos los miembros, con excepción de Abel.
Sume canta en la canción en "El Coleguilla".
Txarly canta en dos canciones, "Listisimos", y "El Obrero".
Fernandito canta y murmura en "Anuncio".
Otro detalle importante es el armado del libro que incluye el disco, que están hechas en forma de viñetas por Carlos Azagra, quien se puso en contacto con la banda en 1989.

## Canciones
1. "Iván" - 3:44
2. "El coleguilla" - 2:19
3. "Pobredumbre" - 2:30
4. "Listísimos" - 2:28
5. "Inútil VI" - 2:28
6. "El conjunto" - 1:58
7. "Mis riñones" - 3:27
8. "El obrero" - 4:01
9. "Huelga general" - 2:57
10. "Anuncio" - 2:01
11. "El sindicato" - 3:41

## Personal
- Evaristo - Voz líder (Excepto en "Listisimos", "El Coleguilla" y "Anuncio").
- Txarly - Guitarra solista, coros y Voz líder en "Listisimos" y "El Obrero".
- Sume - Guitarra rítmica y Voz líder en "El Coleguilla".
- Abel - Bajo y coros.
- Fernandito - Batería y Voz líder en "Anuncio"

### Colaboradores Musicales
- Octavio Buisan -  Trompeta.
- Manuel Villoria -  Trombón.
- Antonio Ríos - Saxofón.
- Bingen Mendizabal - Violín y teclado.
- Aitor Amezaga - Piano.
- Ina Goikoetxea - Banjo.
- Mar García - Locutora en "Anuncio".

### Colaboradores
- Técnico de Grabación: Jean Phocas
- Viñetas Interiores: Carlos Azagra
- Fotoportada: Rafael Villafranca

- Datos: Q5980959